# Договор о всеобъемлющем запрещении ядерных испытаний
Договор о всеобъемлющем запрещении ядерных испытаний — многосторонний международный договор, направленный на запрет испытательных взрывов ядерного оружия и любых других ядерных взрывов в гражданских или военных целях в любом месте. Договор принят 50-й сессией Генеральной Ассамблеи ООН 10 сентября 1996 года и открыт для подписания 24 сентября 1996 года.
Договор расширяет до безусловных рамок ограниченный режим запрещения испытаний ядерного оружия, введённый Договором о запрещении испытаний ядерного оружия в атмосфере, космическом пространстве и под водой 1963 года.
Договор состоит из преамбулы, 17 статей, двух Приложений и Протокола. В соответствии со статьёй I Договора:
- Каждое государство-участник обязуется не производить любой испытательный взрыв ядерного оружия и любой другой ядерный взрыв, а также запретить и предотвращать любой такой ядерный взрыв в любом месте, находящемся под его юрисдикцией или контролем.
- Каждое государство-участник обязуется далее воздерживаться от побуждения, поощрения или какого-либо участия в проведении любого испытательного взрыва ядерного оружия и любого другого ядерного взрыва.

На базе договора создана Организация Договора о всеобъемлющем запрещении ядерных испытаний со штаб-квартирой в Венском международном центре, Вена. С 2021 года должность исполнительного секретаря организации занимает Роберт Флойд.

## Проблемы подписания и ратификации
На 2023 год Договор подписало 187 государств, в том числе 41 государство из 44, необходимых для вступления договора в силу, — не подписали только «молодые» ядерные державы Индия, Пакистан, КНДР.
Ратифицировали Договор 177 государств, в том числе 35 государств из 44, необходимых для его вступления в силу — помимо не подписавших ядерных держав его не ратифицировали другие ядерные державы: США, КНР, Израиль.
6 декабря 2006 Генеральной ассамблей ООН была принята резолюция, подчёркивающая необходимость скорейшего подписания и ратификации Всеобъемлющего договора о запрете ядерных испытаний. За принятие резолюции проголосовали 172 страны, против — две: КНДР и США.
В Обзоре внешней политики России (2007) указывается, что договор «завис» «в первую очередь из-за отказа США его ратифицировать».
5 октября 2023 года президент России Владимир Путин заявил, что, поскольку США не ратифицировали Договор о всеобъемлющем запрещении ядерных испытаний, можно подумать об отзыве ратификации России данного документа, оставив этот вопрос на рассмотрение Госдумы. 9 октября того же года исполнительный секретарь Организации договора Роберт Флойд запросил встречу с властями России в связи с шагами страны по отзыву ратификации договора. Вскоре после этого, 13 октября, в Госдуме был подготовлен законопроект об отзыве ратификации, 17-18 октября 2023 года он был принят в трёх чтениях, а 25 октября — одобрен Советом Федерации. 2 ноября 2023 года президент России Владимир Путин отменил ратификацию Договора о всеобъемлющем запрещении ядерных испытаний.

### Список участников Договора
В таблице жирным шрифтом выделены 44 государства, перечисленные в приложении 2 к Договору, без подписания и ратификации которых невозможно вступление Договора в силу. Критерием для включения государств в этот обособленный перечень явилось наличие в них ядерных энергетических реакторов, зафиксированных в официальных публикациях МАГАТЭ ко времени открытия Договора к подписанию.
| Государство                      | Дата подписания  | Дата ратификации                                  |
| -------------------------------- | ---------------- | ------------------------------------------------- |
| Австралия                        | 24 сентября 1996 | 09 июля 1998                                      |
| Австрия                          | 24 сентября 1996 | 13 марта 1998                                     |
| Азербайджан                      | 28 июля 1997     | 02 февраля 1999                                   |
| Албания                          | 27 сентября 1996 | 23 апреля 2003                                    |
| Алжир                            | 15 октября 1996  | 11 июля 2003                                      |
| Ангола                           | 27 сентября 1996 |                                                   |
| Андорра                          | 24 сентября 1996 | 12 июля 2006                                      |
| Антигуа и Барбуда                | 16 апреля 1997   | 11 января 2006                                    |
| Аргентина                        | 24 сентября 1996 | 04 декабря 1998                                   |
| Армения                          | 01 октября 1996  | 12 июля 2006                                      |
| Афганистан                       | 24 сентября 2003 | 24 сентября 2003                                  |
| Багамские Острова                | 04 февраля 2005  | 30 ноября 2007                                    |
| Бангладеш                        | 24 октября 1996  | 08 марта 2000                                     |
| Барбадос                         |                  | 14 января 2008                                    |
| Бахрейн                          | 24 сентября 1996 | 12 апреля 2004                                    |
| Беларусь                         | 24 сентября 1996 | 13 сентября 2000                                  |
| Белиз                            | 14 ноября 2001   | 26 марта 2004                                     |
| Бельгия                          | 24 сентября 1996 | 29 июня 1999                                      |
| Бенин                            | 27 сентября 1996 | 06 марта 2001                                     |
| Болгария                         | 24 сентября 1996 | 29 сентября 1999                                  |
| Боливия                          | 24 сентября 1996 | 04 октября 1999                                   |
| Босния и Герцеговина             | 24 сентября 1996 | 26 октября 2006                                   |
| Ботсвана                         | 16 сентября 2002 | 28 октября 2002                                   |
| Бразилия                         | 24 сентября 1996 | 24 июля 1998                                      |
| Бруней                           | 22 января 1997   | 10 января 2013                                    |
| Буркина-Фасо                     | 27 сентября 1996 | 17 апреля 2002                                    |
| Бурунди                          | 24 сентября 1996 | 24 сентября 2008                                  |
| Бутан                            |                  |                                                   |
| Вануату                          | 24 сентября 1996 | 16 сентября 2005                                  |
| Ватикан                          | 24 сентября 1996 | 18 июля 2001                                      |
| Великобритания                   | 24 сентября 1996 | 06 апреля 1998                                    |
| Венгрия                          | 25 сентября 1996 | 13 июля 1999                                      |
| Венесуэла                        | 03 октября 1996  | 13 мая 2002                                       |
| Восточный Тимор                  | 26 сентября 2008 | 1 августа 2022                                    |
| Вьетнам                          | 24 сентября 1996 | 10 марта 2006                                     |
| Габон                            | 07 октября 1996  | 20 сентября 2000                                  |
| Гайана                           | 07 сентября 2000 | 07 марта 2001                                     |
| Гаити                            | 24 сентября 1996 | 01 декабря 2005                                   |
| Гамбия                           | 9 апреля 2003    | 24 марта 2022                                     |
| Гана                             | 03 октября 1996  | 14 июня 2011                                      |
| Гватемала                        | 20 сентября 1999 | 12 января 2012                                    |
| Гвинея-Бисау                     | 11 апреля 1997   |                                                   |
| Гвинея                           | 03 октября 1996  | 22 сентября 2011                                  |
| Германия                         | 24 сентября 1996 | 20 августа 1998                                   |
| Гондурас                         | 25 сентября 1996 | 30 октября 2003                                   |
| Гренада                          | 10 октября 1996  | 19 августа 1998                                   |
| Греция                           | 24 сентября 1996 | 21 апреля 1999                                    |
| Грузия                           | 24 сентября 1996 | 27 сентября 2002                                  |
| Дания                            | 24 сентября 1996 | 21 декабря 1998                                   |
| Демократическая Республика Конго | 04 октября 1996  | 28 сентября 2004                                  |
| Джибути                          | 21 октября 1996  | 15 июля 2005                                      |
| Доминика                         | 25 мая 2022      | 30 июня 2022                                      |
| Доминиканская Республика         | 03 октября 1996  | 04 сентября 2007                                  |
| Египет                           | 14 октября 1996  |                                                   |
| Замбия                           | 03 декабря 1996  | 23 февраля 2006                                   |
| Зимбабве                         | 13 октября 1999  | 13 февраля 2019                                   |
| Йемен                            | 30 сентября 1996 |                                                   |
| Израиль                          | 25 сентября 1996 |                                                   |
| Индия                            |                  |                                                   |
| Индонезия                        | 24 сентября 1996 | 6 февраля 2012                                    |
| Иордания                         | 26 сентября 1996 | 25 августа 1998                                   |
| Ирак                             | 19 августа 2008  | 26 сентября 2013                                  |
| Иран                             | 24 сентября 1996 |                                                   |
| Ирландия                         | 24 сентября 1996 | 15 июля 1999                                      |
| Исландия                         | 24 сентября 1996 | 26 июня 2000                                      |
| Испания                          | 24 сентября 1996 | 31 июля 1998                                      |
| Италия                           | 24 сентября 1996 | 01 февраля 1999                                   |
| Кабо-Верде                       | 01 октября 1996  | 01 марта 2006                                     |
| Казахстан                        | 30 сентября 1996 | 14 мая 2002                                       |
| Камбоджа                         | 26 сентября 1996 | 10 ноября 2000                                    |
| Камерун                          | 16 ноября 2001   | 06 февраля 2006                                   |
| Канада                           | 24 сентября 1996 | 18 декабря 1998                                   |
| Катар                            | 24 сентября 1996 | 03 марта 1997                                     |
| Кения                            | 14 ноября 1996   | 30 ноября 2000                                    |
| Кипр                             | 24 сентября 1996 | 18 июля 2003                                      |
| Кыргызстан                       | 08 октября 1996  | 02 октября 2003                                   |
| Кирибати                         | 07 сентября 2000 | 07 сентября 2000                                  |
| КНДР                             |                  |                                                   |
| Китай                            | 24 сентября 1996 |                                                   |
| Колумбия                         | 24 сентября 1996 | 29 января 2008                                    |
| Коморы                           | 12 декабря 1996  | 19 февраля 2021                                   |
| Коста-Рика                       | 24 сентября 1996 | 25 сентября 2001                                  |
| Кот-д’Ивуар                      | 25 сентября 1996 | 11 марта 2003                                     |
| Куба                             | 4 февраля 2021   | 4 февраля 2021                                    |
| Кувейт                           | 24 сентября 1996 | 06 мая 2003                                       |
| Лаос                             | 30 июля 1997     | 05 октября 2000                                   |
| Латвия                           | 24 сентября 1996 | 20 ноября 2001                                    |
| Лесото                           | 30 сентября 1996 | 14 сентября 1999                                  |
| Либерия                          | 1 октября 1996   | 17 августа 2009                                   |
| Ливан                            | 16 сентября 2005 | 21 ноября 2008                                    |
| Ливия                            | 13 ноября 2001   | 6 января 2004                                     |
| Литва                            | 7 октября 1996   | 7 февраля 2000                                    |
| Лихтенштейн                      | 27 сентября 1996 | 21 сентября 2004                                  |
| Люксембург                       | 24 сентября 1996 | 26 мая 1999                                       |
| Маврикий                         |                  |                                                   |
| Мавритания                       | 24 сентября 1996 | 30 апреля 2003                                    |
| Мадагаскар                       | 9 октября 1996   | 15 сентября 2005                                  |
| Малави                           | 09 октября 1996  | 21 ноября 2008                                    |
| Малайзия                         | 23 июля 1998     | 17 января 2008                                    |
| Мали                             | 18 февраля 1997  | 4 августа 1999                                    |
| Мальдивы                         | 1 октября 1997   | 7 сентября 2000                                   |
| Мальта                           | 24 сентября 1996 | 23 июля 2001                                      |
| Марокко                          | 24 сентября 1996 | 17 апреля 2000                                    |
| Маршалловы Острова               | 24 сентября 1996 | 28 октября 2009                                   |
| Мексика                          | 24 сентября 1996 | 5 октября 1999                                    |
| Микронезия                       | 24 сентября 1996 | 25 июля 1997                                      |
| Мозамбик                         | 26 Сентября 1996 | 4 ноября 2008                                     |
| Молдова                          | 24 сентября 1997 | 16 января 2007                                    |
| Монако                           | 1 октября 1996   | 18 декабря 1998                                   |
| Монголия                         | 1 октября 1996   | 08 августа 1997                                   |
| Мьянма                           | 25 ноября 1996   |                                                   |
| Намибия                          | 24 сентября 1996 | 29 июня 2001                                      |
| Науру                            | 8 сентября 2000  | 12 ноября 2001                                    |
| Непал                            | 8 октября 1996   |                                                   |
| Нигер                            | 3 октября 1996   | 9 Сентября 2002                                   |
| Нигерия                          | 8 сентября 2000  | 27 сентября 2001                                  |
| Нидерланды                       | 24 сентября 1996 | 23 марта 1999                                     |
| Никарагуа                        | 24 сентября 1996 | 5 декабря 2000                                    |
| Ниуэ                             | 4 апреля 2012    |                                                   |
| Новая Зеландия                   | 27 сентября 1996 | 19 марта 1999                                     |
| Норвегия                         | 24 сентября 1996 | 15 июля 1999                                      |
| ОАЭ                              | 25 сентября 1996 | 18 сентября 2000                                  |
| Оман                             | 23 сентября 1999 | 13 июня 2003                                      |
| Острова Кука                     | 5 декабря 1997   | 6 сентября 2005                                   |
| Пакистан                         |                  |                                                   |
| Палау                            | 12 августа 2003  | 7 августа 2007                                    |
| Палестина                        |                  |                                                   |
| Панама                           | 24 сентября 1996 | 23 марта 1999                                     |
| Папуа — Новая Гвинея             | 25 сентября 1996 |                                                   |
| Парагвай                         | 25 сентября 1996 | 04 октября 2001                                   |
| Перу                             | 25 сентября 1996 | 12 ноября 1997                                    |
| Польша                           | 24 сентября 1996 | 25 мая 1999                                       |
| Португалия                       | 24 сентября 1996 | 26 июня 2000                                      |
| Республика Конго                 | 11 февраля 1997  |                                                   |
| Республика Корея                 | 24 сентября 1996 | 24 сентября 1999                                  |
| Россия (отозвана)                | 24 сентября 1996 | 30 июня 2000 (2 ноября 2023 ратификация отозвана) |
| Руанда                           | 30 ноября 2004   | 30 ноября 2004                                    |
| Румыния                          | 24 сентября 1996 | 05 октября 1999                                   |
| Сальвадор                        | 24 сентября 1996 | 11 сентября 1998                                  |
| Самоа                            | 09 октября 1996  | 27 сентября 2002                                  |
| Сан-Марино                       | 07 октября 1996  | 12 марта 2002                                     |
| Сан-Томе и Принсипи              | 26 сентября 1996 | 22 сентября 2022                                  |
| Саудовская Аравия                |                  |                                                   |
| Северная Македония               | 29 октября 1998  | 14 марта 2000                                     |
| Сейшельские Острова              | 24 сентября 1996 | 13 апреля 2004                                    |
| Сенегал                          | 26 сентября 1996 | 09 июня 1999                                      |
| Сент-Винсент и Гренадины         | 2 июля 2009      | 23 сентября 2009                                  |
| Сент-Китс и Невис                | 23 марта 2004    | 27 апреля 2005                                    |
| Сент-Люсия                       | 04 октября 1996  | 05 апреля 2001                                    |
| Сербия                           | 08 июня 2001     | 19 мая 2004                                       |
| Сингапур                         | 14 января 1999   | 10 ноября 2001                                    |
| Сирия                            |                  |                                                   |
| Словакия                         | 30 сентября 1996 | 03 марта 1998                                     |
| Словения                         | 24 сентября 1996 | 31 августа 1999                                   |
| Соломоновы Острова               | 3 октября 1996   | 20 января 2023                                    |
| Сомали                           | 8 сентября 2023  |                                                   |
| Судан                            | 10 июня 2004     | 10 июня 2004                                      |
| Суринам                          | 14 января 1997   | 07 февраля 2006                                   |
| США                              | 24 сентября 1996 |                                                   |
| Сьерра-Леоне                     | 08 сентября 2000 | 17 сентября 2001                                  |
| Таджикистан                      | 07 октября 1996  | 10 июня 1998                                      |
| Таиланд                          | 12 ноября 1996   |                                                   |
| Танзания                         | 30 сентября 2004 | 30 сентября 2004                                  |
| Того                             | 02 октября 1996  | 02 июля 2004                                      |
| Тонга                            |                  |                                                   |
| Тринидад и Тобаго                | 8 октября 2009   | 26 мая 2010                                       |
| Тувалу                           | 25 сентября 2018 | 31 марта 2022                                     |
| Тунис                            | 16 октября 1996  | 23 сентября 2004                                  |
| Туркменистан                     | 24 сентября 1996 | 20 февраля 1998                                   |
| Турция                           | 24 сентября 1996 | 16 февраля 2000                                   |
| Уганда                           | 07 ноября 1996   | 14 марта 2001                                     |
| Узбекистан                       | 03 октября 1996  | 29 мая 1997                                       |
| Украина                          | 27 сентября 1996 | 23 февраля 2001                                   |
| Уругвай                          | 24 сентября 1996 | 21 сентября 2001                                  |
| Фиджи                            | 24 сентября 1996 | 10 октября 1996                                   |
| Филиппины                        | 24 сентября 1996 | 23 февраля 2001                                   |
| Финляндия                        | 24 сентября 1996 | 15 января 1999                                    |
| Франция                          | 24 сентября 1996 | 06 апреля 1998                                    |
| Хорватия                         | 24 сентября 1996 | 02 марта 2001                                     |
| Центральноафриканская Республика | 19 декабря 2001  | 26 мая 2010                                       |
| Чад                              | 08 октября 1996  | 08 февраля 2013                                   |
| Черногория                       | 23 октября 2006  | 23 октября 2006                                   |
| Чехия                            | 12 ноября 1996   | 11 сентября 1997                                  |
| Чили                             | 24 сентября 1996 | 12 июля 2000                                      |
| Швейцария                        | 24 сентября 1996 | 01 октября 1999                                   |
| Швеция                           | 24 сентября 1996 | 02 декабря 1998                                   |
| Шри-Ланка                        | 24 октября 1996  | 25 июля 2023                                      |
| Эквадор                          | 24 сентября 1996 | 12 ноября 2001                                    |
| Экваториальная Гвинея            | 09 октября 1996  | 21 сентября 2022                                  |
| Эритрея                          | 11 ноября 2003   | 11 ноября 2003                                    |
| Эсватини                         | 24 сентября 1996 | 21 сентября 2016                                  |
| Эстония                          | 20 ноября 1996   | 13 августа 1999                                   |
| Эфиопия                          | 25 сентября 1996 | 08 августа 2006                                   |
| ЮАР                              | 24 сентября 1996 | 30 марта 1999                                     |
| Южный Судан                      |                  |                                                   |
| Ямайка                           | 11 ноября 1996   | 13 ноября 2001                                    |
| Япония                           | 24 сентября 1996 | 08 июля 1997                                      |

## Организация Договора о всеобъемлющем запрещении ядерных испытаний
Организация Договора о всеобъемлющем запрещении ядерных испытаний (ОДВЗЯИ) является международной организацией, которая будет создана после вступления в силу Договора о всеобъемлющем запрещении ядерных испытаний. Штаб квартира будет расположена в Вене (Австрия). Организации будет поручен контроль запрета на ядерные испытания, управление глобальной системой мониторинга ядерных испытаний, инспекции объектов. Подготовительная комиссия ОДВЗЯИ и её Временный технический секретариат были созданы в 1997 году.
Основной задачей Подготовительной комиссии является создание и эксплуатация Международной системы мониторинга (англ. International Monitoring System, IMS), состоящей из 337 мониторинговых станций по всему миру. Комиссии также поручено разработать механизмы работы, в том числе для проведения проверок на ядерно-значимых объектах.

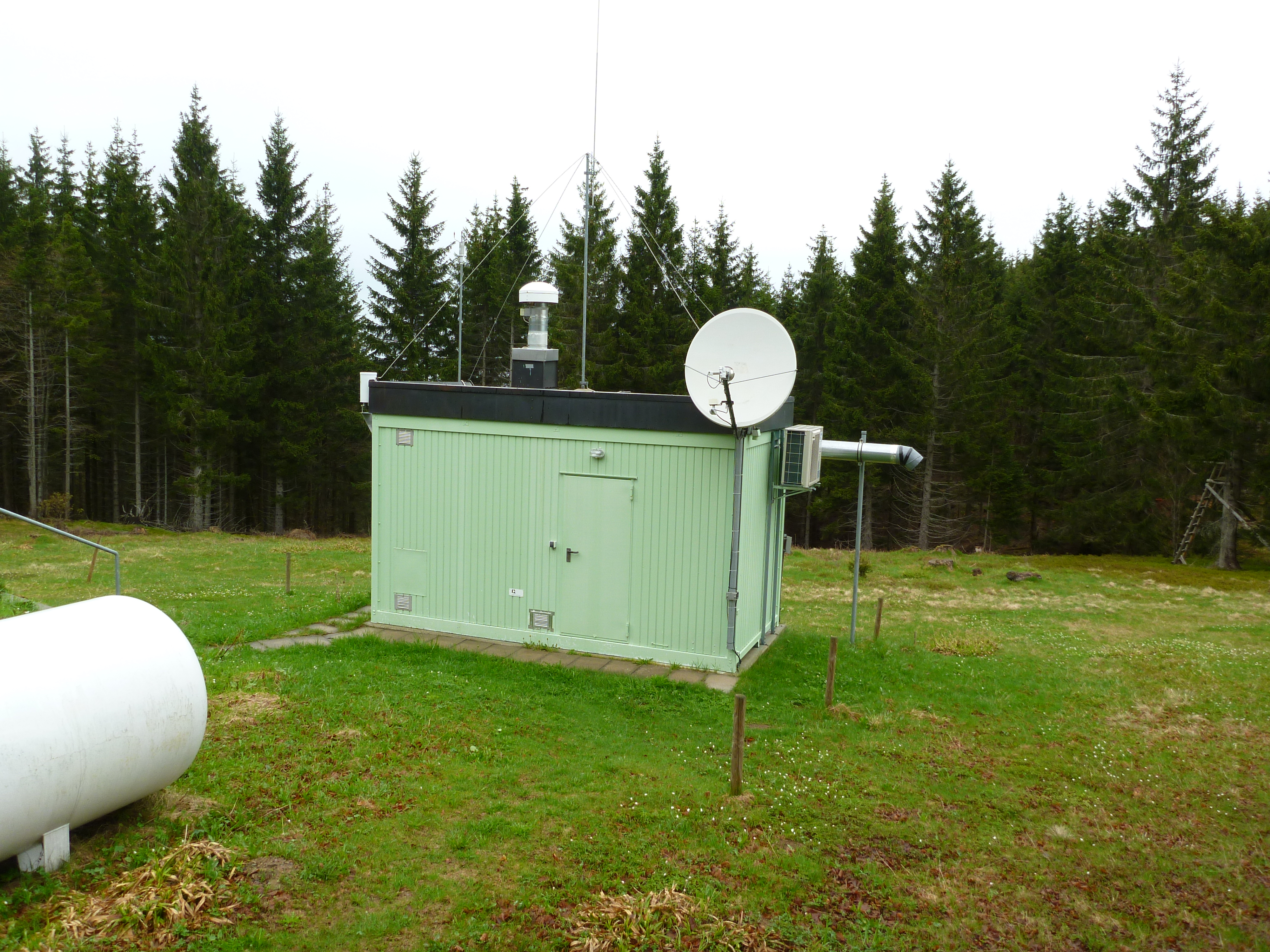
Станция обнаружения радионуклидов в воздухе, Германия

## Международная система мониторинга
В рамках системы контроля выполнения ДВЗЯИ создается сеть мониторинговых станций, позволяющих выявлять значимые события, связанные с ядерными испытаниями.
- 50 основных и 120 вспомогательных сейсмических станций.
- 11 гидроакустических станций, обнаруживающих акустические волны в океанах.
- 60 инфразвуковых станций, использующих микробарографы (акустические датчики давления) для обнаружения очень низкочастотных звуковых волн.
- 80 радионуклидных станций, использующих воздушные пробоотборники для обнаружения специфических изотопов, образующихся преимущественно при ядерных или термоядерных взрывах.
- 16 радионуклидных лабораторий для анализа образцов с радионуклидных станций.

Данные со всех станций передаются в Международный центр данных (англ. International Data Centre, IDC) в Вене через глобальную частную сеть передачи данных. Государства-участники имеют равный и прямой доступ ко всем данным мониторинга.